# Norbert z Xanten
Norbert z Xanten OPraem (ur. ok. 1080 w Xanten, zm. 6 czerwca 1134 w Magdeburgu) – niemiecki duchowny, arcybiskup Magdeburga od 1129 do 1134, założyciel zakonu norbertanów, święty Kościoła katolickiego.

## Życiorys
Urodził się około 1080 roku w Xanten, w szlacheckiej rodzinie, jako syn Eriberta von Gennap i Advigi. Jego ojciec był urzędnikiem w służbie arcybiskupa Kolonii, dzięki czemu Norbert w młodym wieku otrzymał godność kanonika kapituły w Xanten. Nie miał wówczas planów zostania duchownym, dlatego też wstąpił na dwór Henryka V. Po opuszczeniu służby dworskiej otrzymał propozycję objęcia biskupstwa Cambrai, jednak nie chciał jej przyjąć bez potwierdzenia Stolicy Piotrowej. W pewnym momencie życia odbywał podróż, podczas której spadł z konia podczas burzy i był bliski śmierci. Spowodowało to przemianę duchową, wyrzeczenie się dóbr doczesnych i podjęcie życia w klasztorze w Siegburgu. Około 1120 roku przyjął tam święcenia kapłańskie i zaczął posługę jako kaznodzieja. Usiłował także przeprowadzić reformę w rodzinnej kapitule w Xanten, jednak bezskutecznie. Następnie udał się do Saint-Gilles, gdzie przebywał na wygnaniu Gelazjusz II. Papież udzielił mu zgody na głoszenie kazań w całym Kościele, co Norbert wykorzystał, ewangelizując m.in. w Orleanie. Z powodu tej pracy, podupadł na zdrowiu i osiadł tymczasowo w Prémontré, dzięki gościnności biskupa Laon. W Prémontré 25 grudnia 1121 roku Norbert wraz z czterdziestoma towarzyszami złożył śluby apostolskie, co dało początek Zakonowi Kanoników Regularnych Ścisłej Obserwy, zwanych później norbertanami.
Starał się wówczas zwalczać herezje sakramentariańskie. Około 1129 roku zaproponowano mu objęcie arcybiskupstwa madgeburskiego. Początkowo chciał odmówić, ale ostatecznie przyjął nominację. Arcybiskup wysuwał pretensje do diecezji polskich (wcześniej podlegających Magdeburgowi), które przeszły pod zarządzanie archidiecezji gnieźnieńskiej w 1075. Dzięki poparciu cesarza Lotara III wytoczył proces przeciw polskim biskupom w Rzymie i uzyskał od Innocentego II bullę w 1133 roku, znoszącą stolicę arcybiskupią w Gnieźnie. Zmarł 6 czerwca 1134 roku w Magdeburgu. Po jego śmierci, papież wycofał swój dokument.
Relikwie
Relikwie Norberta z Xanten znajdują się w klasztorze na Strahowie w Pradze, dokąd zostały sprowadzone w czasie kontrreformacji.
Kanonizacja
W 1582 papież Grzegorz XIII zatwierdził kult Norberta, natomiast na cały Kościół katolicki rozszerzył go papież Grzegorz XV w 1621 roku przez kanonizację równoważną.
Wspomnienie liturgiczne w Kościele katolickim obchodzone jest w jego dies natalis, 6 czerwca.
Patronat
Jest patronem Pragi, zakonu norbertanów, sióstr norbertanek oraz wszystkich wspólnot jego imienia.
Ikonografia
W ikonografii ukazywany jest w stroju biskupim, w mitrze, z krzyżem w dłoni.
Jego atrybutami są m.in.: anioł z mitrą, diabeł u stóp, gałązka palmy, kielich, model kościoła, monstrancja, pająk.